# Лаймгаус
Лаймгаус (англ. Limehouse) — район у боро Тавер-Гейтвей, Іст-Енд, Лондон, Великий Лондон, Англія.

## Розташування
'Лаймгаус знаходиться за 6,3 км на схід від перехрестя Чарінг-кросс, на північному березі річки Темзи.

## Відомі мешканці
- Гамфрі Гілберт — англійський військовий та навігатор[1].
- Ієн Маккеллен — британський актор кіно і телебачення.

## Світлини

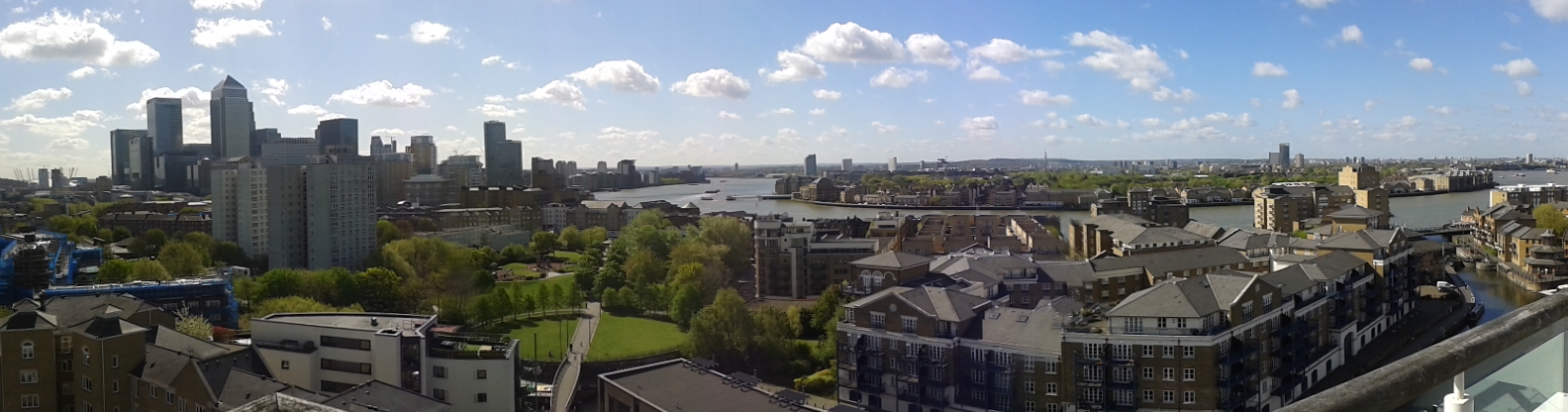

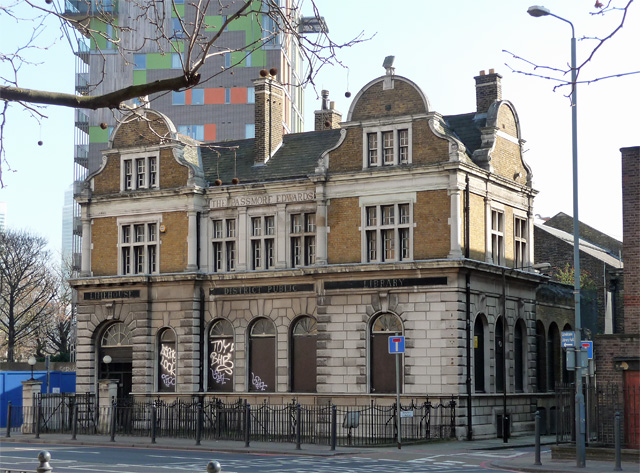
Публічна бібліотека у Лаймгаусі
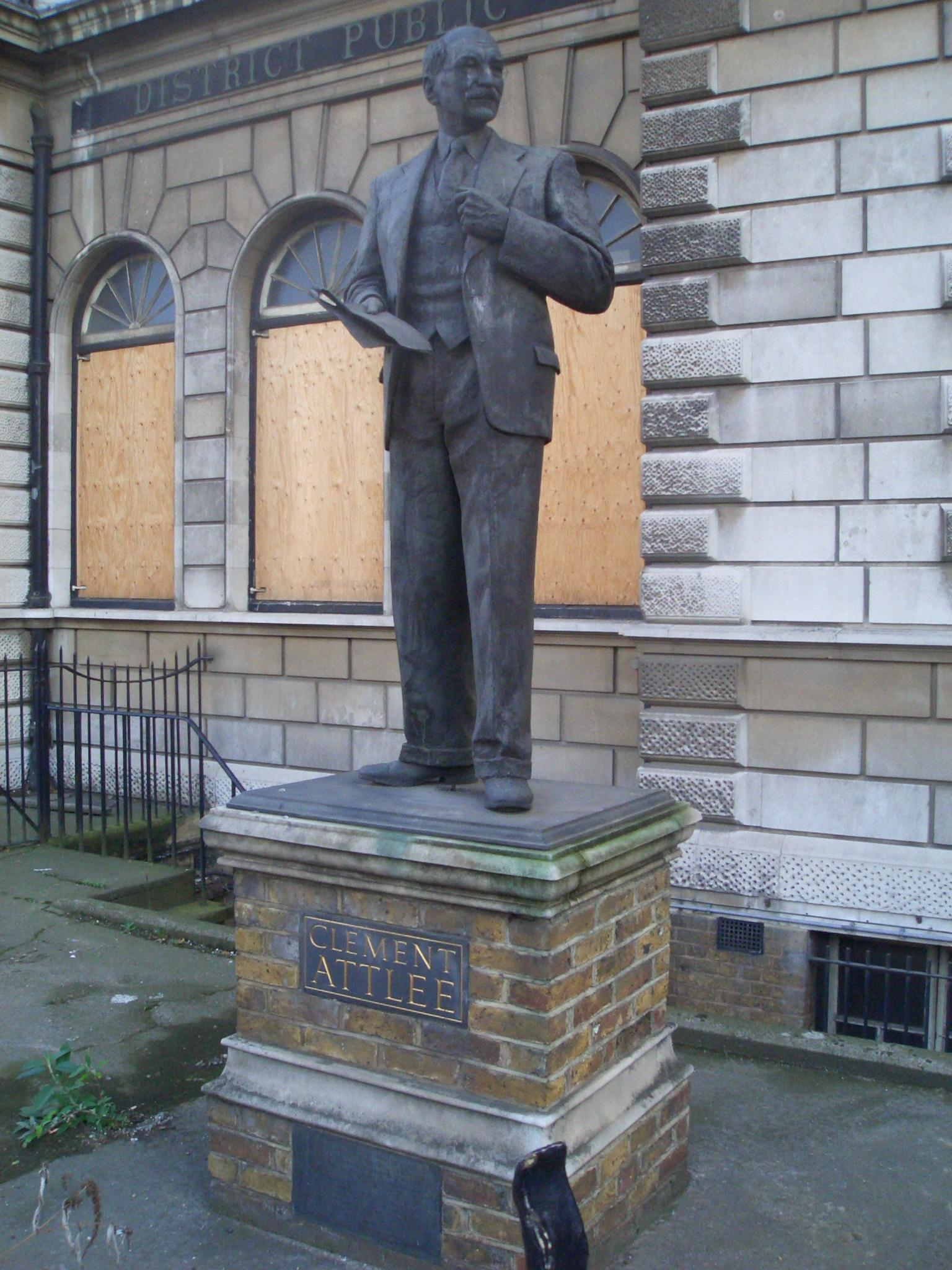
Пам'ятник Клементу Еттлі
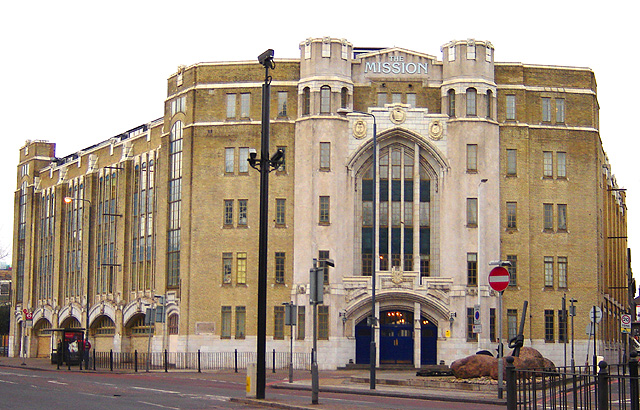
Колишня місія Британського товариства моряків.
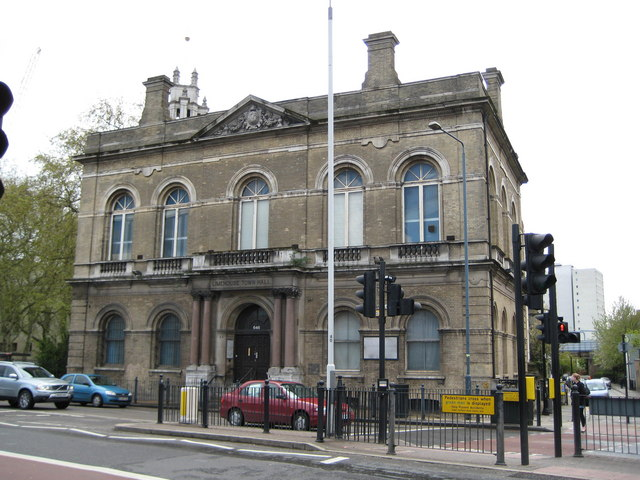
Колишня ратуша.
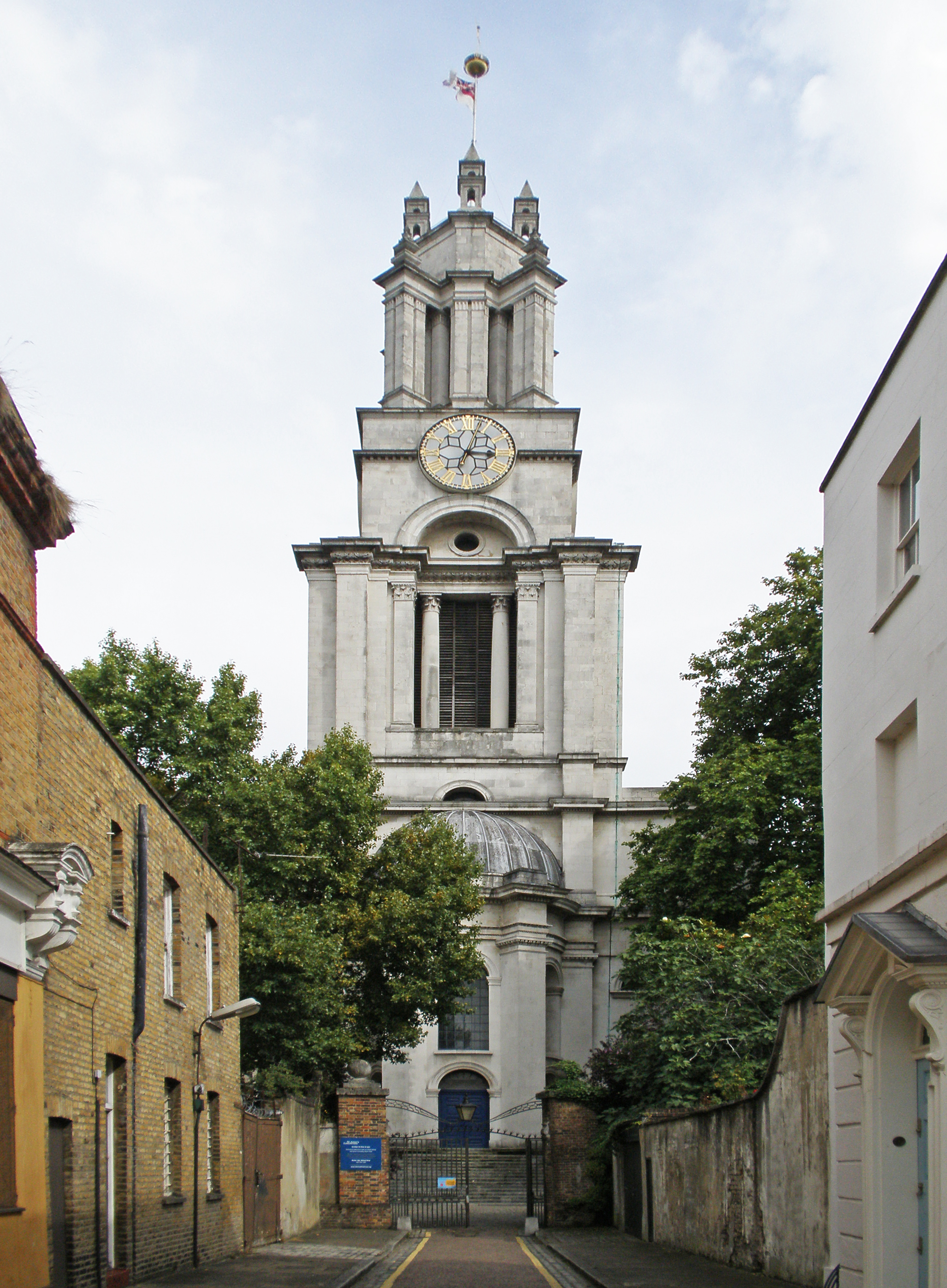
Собор Святої Анни

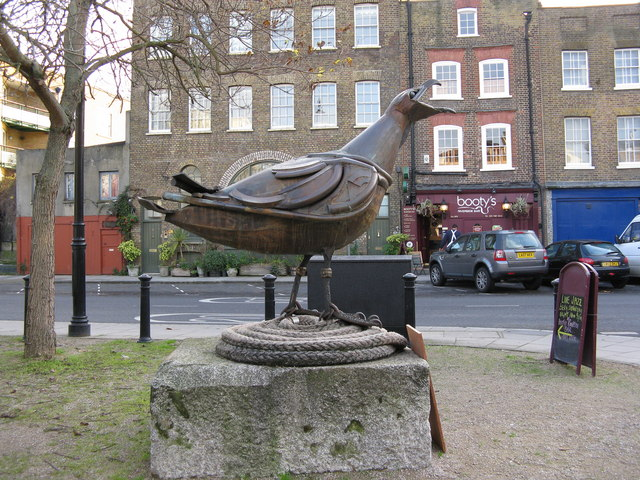
Скульптура чайці
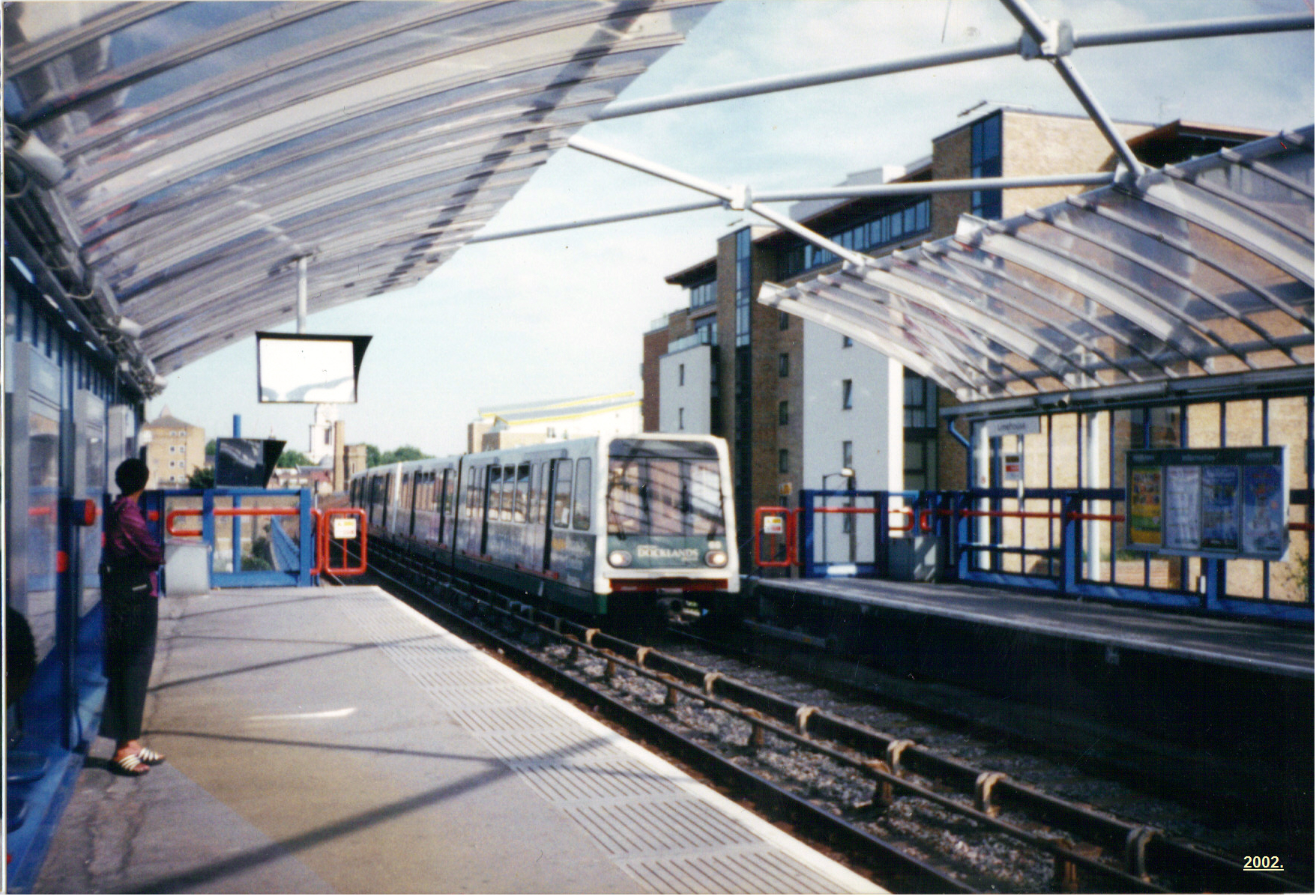
Станції Доклендського легкого метро «Лаймгаус».
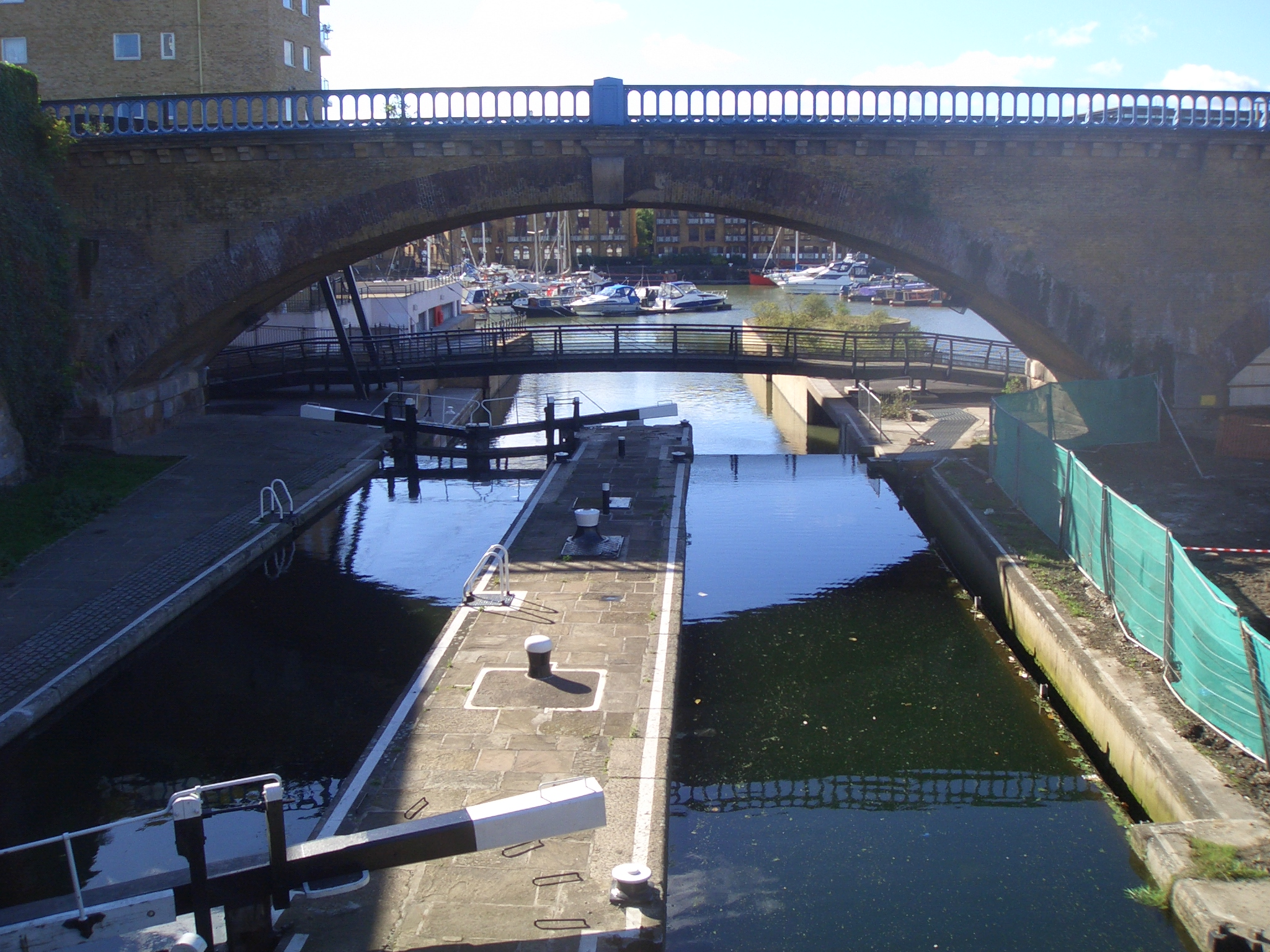
Шлюз на каналі Ріджентс.
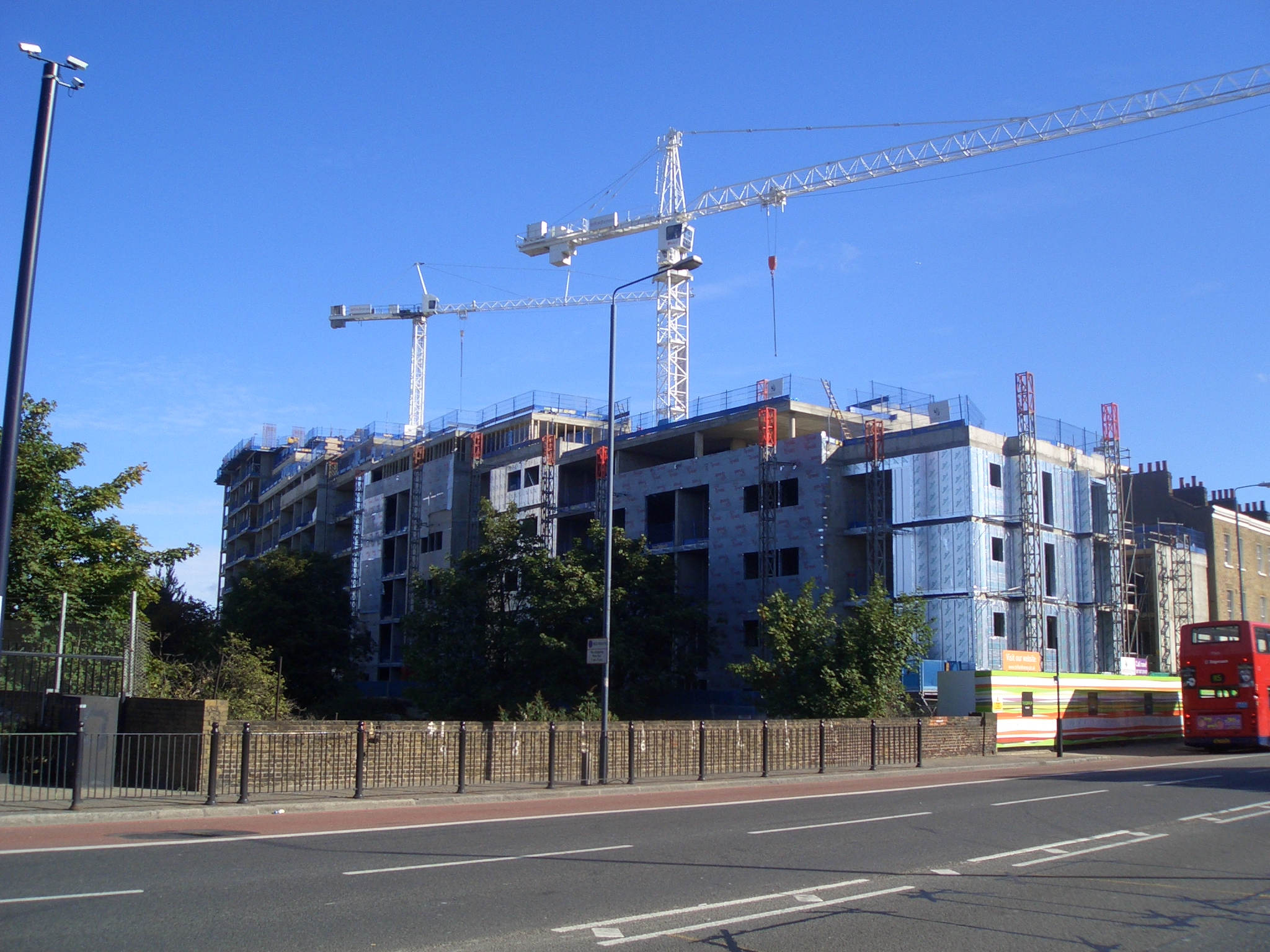
Новобудови району